# Preacher – Kazatel
Preacher – Kazatel (v originále Preacher) je americký komiksová série napsaná Garthem Ennisem a ilustrovaná Stevem Dillonem. V USA sérii vydávalo nakladatelství Vertigo (součást DC Comics), a to mezi lety 1995 a 2000. Celá série byla vydána v devíti ucelených svazcích.
Celkem série obsahuje 75 čísel vydaných v komiksových sešitech (66 měsíčních čísel regulérní série, 5 speciálů a 4 čísla limitované série Preacher: Saint of Killers).

## Stručný popis
Komiks Kazatel spojuje žánry western, gangsterka a fantasy horor. Během četby se čtenář dostane do všech koutů Texasu, USA a zavítá na chvílí i do Francie. Komiks zahrnuje mnoho nadpřirozených či mytických bytostí, jako jsou upíři, Bůh, andělé (serafové a cherubíni), ďábel, démoni a jiné.
Preacher je příběh o Jessem Custerovi, kazateli, který káže v malém kostelíku v Texasu v městečku Annville. Na začátku příběhu do něj vstoupila nadpřirozená bytost Genesis (kříženec anděla a démona) a jeho život se od základu změnil. Získal božské schopnost, především v přesvědčování ostatních bytostí. Během poznávání získaného daru zjistil, že Bůh opustil své dílo a utekl na zemi. Jesse se proto vydává na smrtelně nebezpečnou cestu hledání Boha. Na cestě ho doprovází bývalá partnerka Tulip O'Hare a původem irský upír Cassidy, se kterým se spřátelil. Společně cestují po území USA a narážejí na různé překážky, například v podobě ďábelského Svatého zabijáka.
Komiks měl být zfilmován již v roce 2002, ale kvůli problémům s rozpočtem a obavám producentů z náboženské kontroverze nebyl dlouho zrealizován. Současným vlastníkem filmových práv je od roku 2008 studio Columbia Pictures.
Až v roce 2016 došlo k natočení pilotního dílu z předpokládané 10dílné první řady televizního seriálu, a to v režii Setha Rogena.

## Obsah všech svazků

### 1. Svazek - Jako pára nad Texasem(Gone to Texas)
První díl této série začíná v malém městečku Anville, kde Jesse Custer káže. Z nebe spadne bytost zvaná Genesis, posedne Jesseho a srovná kostel se zemí. Dá Jessemu schopnost tzv. "Hlasu". Když jím Jesse někomu něco přikáže, musí oběť tento rozkaz bez rozmyslu splnit. Zde se příběh přenese k Tulip O'Hareové, která se živí jako nájemný zabiják, jejíž poslední úkol se nepovede a ukradne auto, ve kterém sedí Cassidy. Společně dorazí ke zbořenému kostelíku a najdou Jesseho Custera. Protože po nich pátrá místní policie, uprchnou do New Yorku, kde se setkají s Cassidyho kontaktem. Posléze se ale ukáže, že jeho přítel je masový vrah. Naši hrdinové vše vyřeší a masového vraha zabijí. První díl končí rozchodem Cassidyho s Jessem a Tulip. Zanedlouho se ale jejich cesty opět zkříží.

### 2. Svazek - Až do konce světa(Until the end of the World)

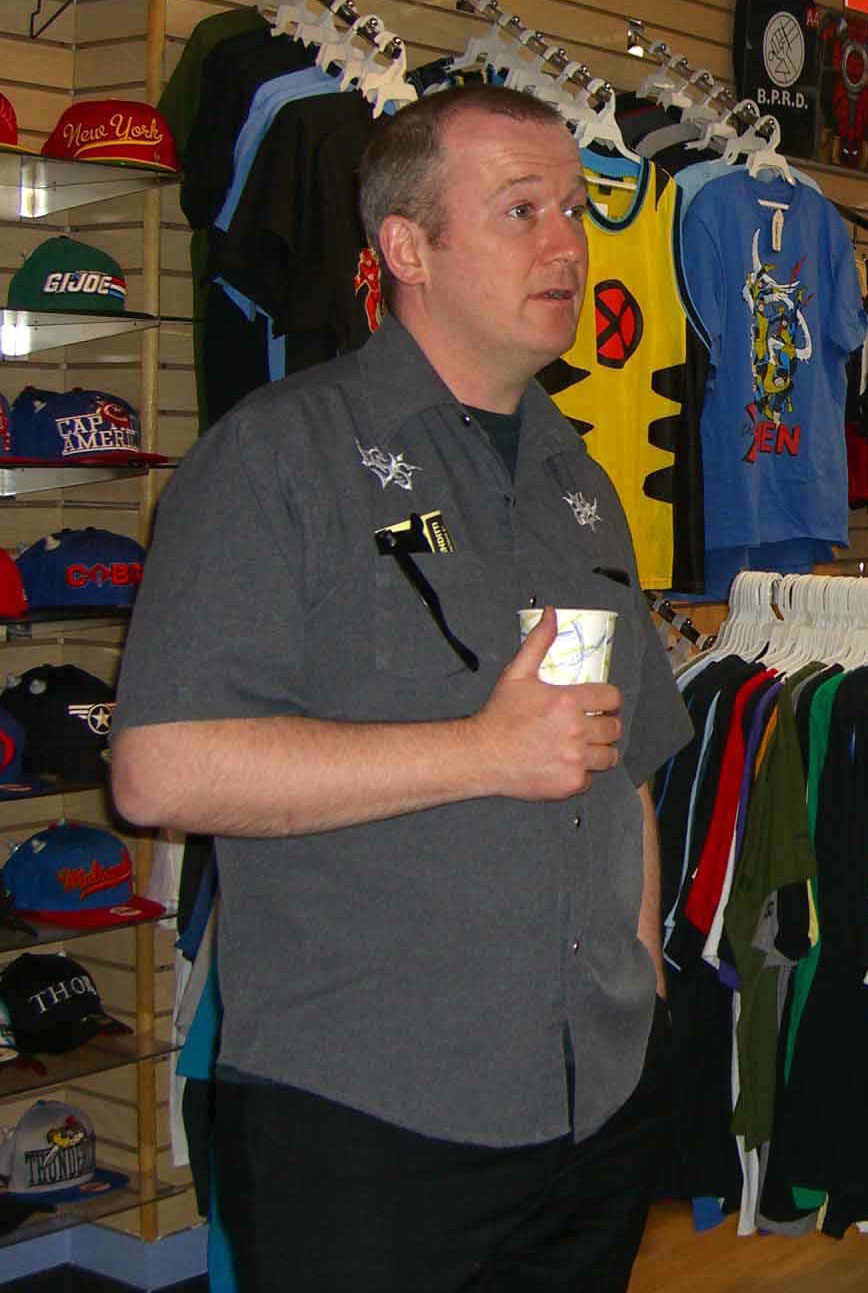
Garth Ennis, autor

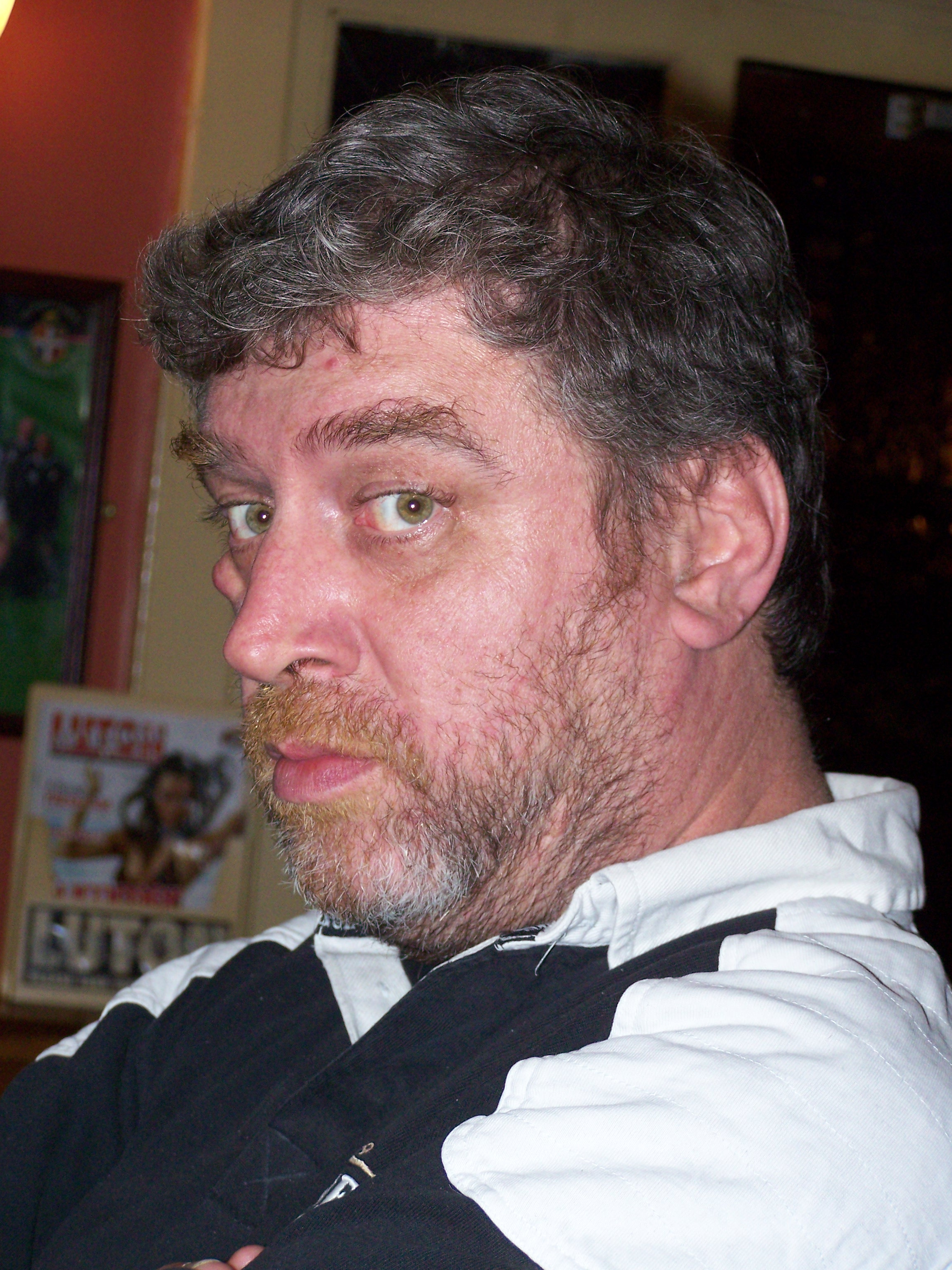
Steve Dillon, ilustrátor

Poté, co se cesty hrdinů rozejdou, dostihne Jesseho jeho poskvrněná minulost. V mládí totiž žil se svou babičkou, která mu zabila otce a odtáhla matku kdovíkam. Jesseho s Tulip na jejich cestě chytí dva její poskoci (jménem Jody a T. C.) a odvedou je k Jesseho babičce. Na jejím statku Angelville zastřelí Tulip, z čehož je Jesse úplně zlomený. Tulip se ale zjeví sám Bůh a oživí ji. Přitom Bůh Tulip řekne, že by bylo nerozumné ho hledat a ať na něho Jesse zapomene. Mezitím se Jesse vzchopí a všechny na statku zabije pomocí "Hlasu". Opět se shledá s Tulip a oba šťastně opouštějí tuto noční můru.

### 3. Svazek - Lovci(Hunters)
Jesse s Tulip se znovu setkají s Cassidym, který jim řekne, že někdo zabil jeho přítelkyni. Stopy vedou k drogovému dealerovi, který pořádá velké večírky. Naši hrdinové na jeden takový zavítají. Mezitím jde po nich tajná organizace "Grál", která touží po "Hlasu". Na večírku naleznou drogového dealera a pomstí se mu, avšak Cassidy je při tom tajnou organizací unesen a odvlečen do jejich tajného doupěte ve Francii.

### 4. Svazek - Křižáci(Crusaders)
Na začátku této části se Jesse setkává s kamarádem svého otce, který mu vypráví, jak spolu bojovali ve Vietnamu. Poté se děj přesune do Francie, kde Jesse a Tulip hledají Cassidyho. Zjistí polohu tajného doupěte "Grálu" a Jesse se sám vydává na Cassidyho záchranu. Zde se objeví takzvaný Svatý Zabiják (The Saint of Killers) , který byl povolán nebem, aby zabil Genesis. Svatý zabiják je nesmrtelná bytost vybavená dvěma kolty, kterými vše prostřelí a nikdy nemine. Na konci tohoto dílu vypráví Cassidy Jessemu o své minulosti. Jak se ale později ukáže, ne všechno je tak, jak Cassidy vypověděl.

### 5. Svazek - Konec iluzí(Dixie Fried)
Naši přátelé se vydají do New Orleans, kde hledají zdejšího šamana a kamaráda Cassidyho. S jeho pomocí by měli Jesseho uvést do transu, v němž by se měl setkat s Bohem. Mezitím do hotelovém pokoji, kde odpočívá Tulip, vejdou stoupenci skupiny "Les Enfants du Sang", kteří jdou po Cassidym, protože je v minulosti odmítl a zesměšnil. Tulip se bez problémů ubrání. Poté se všichni vydají na hřbitov, kde se má rituál uskutečnit. Šaman uvede Jesseho do transu a ten se snaží dostat do svého podvědomí, aby mohl komunikovat s Bohem. Mezitím však přijedou "Les Enfants du Sang", kteří napadnou hrdiny příběhu, ale ti se opět ubrání.

### 6. Svazek - Válka sluncí(War in the Sun)
Tento díl začíná v poušti, kam hrdinové přijíždějí. Zde je ale najde "Grál" se svou malou armádou. Na scénu přichází Svatý zabiják, kterého Jesse "Hlasem" přiměje rozstřílet všechno, co mu zkříží cestu. Jesse a jeho přátelé mezitím uprchnou ukradeným letadlem. "Grál" si neví rady a na Svatého zabijáka svrhne bombu. Ten se tomu však pouze zasměje. Tlaková vlna rozkýve letadlo a Jesse z něj vypadne ven. Tulip v domnění, že je Jesse mrtvý, bere prášky a zapijí je alkoholem. Cassidy se snaží co nejlépe se o ni starat. Mezitím se Jesse, dezorientovaný a zmrzačený, potácí pouští. Pád přežil, protože ho Bůh zachránil pod podmínkou, že ho přestane hledat. Jesseho najde bývalý pilot a pomůže mu postavit se zpátky na nohy. Jesse nalezne Cassidyho a Tulip, ale zdálky uvidí, jak se k sobě mají, a tak odejde.

### 7. Svazek -Spása(Salvation)
Jesse odjíždí do vesničky Salvation (Spása), která leží poblíž jeho rodného města. Zde se setkává s mafiánským bossem, který trýzní obyvatele vesnice. Jesse se proto stane šerifem a začne řešit zdejší problémy. Nakonec všechno vyřeší a navíc najde svoji ztracenou matku. Jesse si zde žije celkem v poklidu, ale vzpomínka na milovanou Tulip ho táhne zpět. Proto se rozhodne odjet zpátky.

### 8. Svazek - A pak vypuknepeklo(All Hell's A-Coming)
Tulip uteče od Cassidyho a najde útočiště u své dlouholeté kamarádky. Děj se nyní přemístí do minulosti Tulip, do jejího dětství a dospívání, které strávila s otcem, až do doby, kdy potká Jesseho. Jesse hledá Tulip a najde ji u její kamarádky. Nyní jsou oba šťastní. Jesse začíná pátrat po minulosti Cassidyho a tak najde jeho bývalou partnerku. Ta mu poví o temné stránce Cassidyho minulosti.

### 9. Svazek - Alamo(Alamo)
V 9. a závěrečném dílu série se sejde Cassidy a Jesse v hospodě, aby si všechno vyříkali. Jesse ale nemůže odpustit Cassidymu, co udělal Tulip, a vyzve ho na souboj. Ještě předtím se Cassidy domluví s Bohem, že dostane z Jesseho Genesis, ale Jesse při tom nesmí zemřít. Bůh s tímto návrhem souhlasí. Organizace "Grál" se dozví místo a čas střetnutí a nachystá past. Když nadejde čas střetnutí, začnou spolu Jesse s Cassidym bojovat. Mezitím Tulip kompletně zlikviduje "Grál". Cassidy se cítí provinile, a tak se nechá sluncem spálit na popel. Ve stejný okamžik vyletí z Jesseho Genesis. Děj se přesune o pár týdnů dopředu, kdy Jesse s Tulip šťastně odjedou při západu slunce na koni. Cassidy se díky zásahu Boha opět ocitne živý na zemi, ale ne už jako upír, nýbrž jako normální člověk.

## Česká vydání
V České republice vydalo příběhy Preacher – Kazatel nakladatelství BB/art.
- 2004 - Preacher 1 - Jako pára nad Texasem - (Preacher #1–7, 1995)
- 2006 - Preacher 2 - Až do konce světa - (Preacher #8–12, 1995-96)
- 2007 - Preacher 3 - Lovci - (Preacher #13–17, 1996)
- 2008 - Preacher 4 - Křižáci - (Preacher #18–26, 1996-97)
- 2009 - Preacher 5 - Konec iluzí - (Preacher #27–33, 1997)
- 2010 - Preacher 6 - Válka na slunci - (Preacher #34–40, 1997-98)
- 2011 - Preacher 7 - Spása - (Preacher #41–50, 1998-99)
- 2011 - Preacher 8 - A pak vypukne peklo - (Preacher #51–58, 1999-00)
- 2012 - Preacher 9 - Alamo - (Preacher #59–66, 2000)
- 2012 - Preacher - Pradávná historie - (Preacher Special: Saint of Killers #1-4, Cassidy: Blood and Whiskey, The Story of You-Know-Who a The Good Old Boys, 1996-98)

## TV seriál
Seriálová adaptace komiksu byla ve výrobě od roku 2013, kdy o ní projevila zájem stanice AMC. Na starosti ji dostali Evan Goldberg, Seth Rogen a Sam Catlin (showrunner). Po zhlédnutí pilotní epizody byl seriál stanicí AMC vybrán k vysílání. První série měla premiéru v polovině roku 2016 a čítá deset epizod. V hlavních rolích: Dominic Cooper (Jesse Custer), Ruth Negga (Tulip O'Hare) a Joe Gilgun (Cassidy).